# Munna japonica
Munna japonica is een pissebed uit de familie Munnidae. De wetenschappelijke naam van de soort is voor het eerst geldig gepubliceerd in 2001 door Shimomura & Mawatari.